# Лагунова, Мария Ивановна
Мария Ивановна Лагунова (4 июля 1921, Оконечникова, Екатеринбургская губерния — 26 декабря 1995, Бровары, Киевская область) — советский танкист, участница Великой Отечественной войны. В годы войны — механик-водитель Т-34 56-й гвардейской танковой бригады (7-го гвардейского танкового корпуса, 3-й гвардейской танковой армии), гвардии сержант. После войны работала контролёром ОТК на фабрике «Уралобувь».

## Биография
Мария Ивановна Лагунова родилась 4 июля 1921 года в крестьянской семье в деревне Оконечниковой Ушаковского сельсовета Никитинской волости Каменского уезда Екатеринбургской губернии, ныне деревня входит в Катайский муниципальный округ Курганской области.
В четыре года лишилась матери и с ранних лет стала работать, чтобы прокормить и одеть себя.
В 1931 году отец вместе с семьёй переехал в Верхнюю Пышму, где Мария окончила пять классов школы-семилетки. Вскоре её забрала сестра в Свердловск, где работала няней.
С 1937 года работала на фабрике «Уралобувь». Работала электриком, но хотела стать шофёром грузовика. И когда выдавалась свободная минута, и фабричный грузовик стоял без «работы» или на ремонте, изучала его и была счастлива, если ей позволяли сесть за руль.

### На фронте
С началом Великой Отечественной войны старший брат Николай ушёл на фронт, и Мария также решила последовать его примеру. После неоднократных обращений в Сталинский РВК г. Свердловска, ей прислали повестку и направили в числе таких же 20-летних девушек в Челябинскую школу военных трактористов. Зимой 1942 года направлена в батальон аэродромного обслуживания истребительного авиаполка на Волховском фронте, в нескольких километрах от передовых позиций. В течение 1942 года валила на своём тракторе деревья, корчевала пни, ровняла землю, убирала снег. Во время бомбардировки аэродрома ефрейтор Лагунова была контужена и направлена в запасной полк, где её определили в киномеханики.

### Механик-водитель
B феврале 1943 года для отбора на курсы танкистов в полк приехал военный представитель с Урала. Мария также решила записаться, но получила отказ. Тогда она написала письмо в Москву М. И. Калинину, и через несколько дней военпред получил приказ принять М. И. Лагунову в число курсантов. Таким образом, среди 700 курсантов-мужчин, будущих танкистов, приехавших в марте 1943 года в город Нижний Тагил, оказалась одна девушка.
Программа курсов была рассчитана на четыре месяца, однако лучшим курсантам 19-го учебного танкового полка 2-й учебной танковой бригады было предложено сдавать экзамены досрочно уже в июне. Мария оказалась в числе лучших механиков-водителей и досрочно сдала экзамены. Наотрез отказавшись остаться в полку инструктором, механик-водитель М. И. Лагунова направлена на фронт в 424-й отдельный танковый батальон 195-й танковой бригады 56-й гвардейской танковой бригады.
Боевое крещение гвардии сержант М. И. Лагунова приняла 9 августа 1943 года на Курской дуге. После контрнаступления советских войск под Курском танкисты с боями продвигалась дальше на запад, через Сумскую, Черниговскую и Киевскую области Украины. Мария Ивановна показала себя опытным и смелым водителем, пользовалась боевым авторитетом у танкистов. На её счету было уже много раздавленных гусеницами огневых точек, орудий и солдат противника. В бригаде о ней говорили: «Это наш танковый ас».
С 1943 года кандидат в члены ВКП(б).

### Последний 13-й бой
28 сентября 1943 года под Киевом, у города Бровары, бригада вела тяжёлые бои. Село Княжичи дважды переходило из рук в руки. Заместитель командира батальона по политчасти капитан Митяйкин лично повёл танкистов в очередную танковую атаку на немецкие позиции, находясь в Т-34 (командир танка — лейтенант Чумаков), где механиком-водителем служила М. И. Лагунова. Для неё это был уже 13-й по счёту бой.
Поначалу атака развивалась успешно: ворвавшись на немецкие позиции, экипаж уничтожил немецкое орудие, раздавил блиндаж и расстрелял из пулемёта вылезавших из окопов солдат и офицеров противника. Но вскоре танк был подбит. Снаряд повредил гусеницу и пришёлся на место механика-водителя.

### В госпитале
М. И. Лагунову эвакуировали из танка без сознания и доставили в полевой госпиталь. Очнувшись, она обнаружила, что ног нет. Также не действовала правая рука.
Самолётом она была доставлены в Сумы, оттуда в Ульяновск, а затем в Омск. Здесь хирург Валентина Борисова провела ей серию операций, чтобы частично спасти ноги для возможности ходить на протезах.
В госпитале М. И. Лагуновой вручили орден Красной Звезды. Делегация из нижнетагильского учебного полка привезла Марии около 60 писем, как от друзей, так и от незнакомых курсантов из нового пополнения. Из писем с фронта от командира бригады полковника М. К. Скубы и её прежнего комбата майора Хонина она узнала, что в комнате славы полка теперь висит её портрет, а её военная биография рассказывается всем курсантам в воспитательных целях. По другим сведениям, считалась погибшей, и однополчане из 56-й гвардейской танковой бригады узнали о том, что она жива, лишь через 20 лет из публикаций писателя С. С. Смирнова в прессе.
Весной 1944 года М. И. Лагунову перевезли в Центральный институт травматологии и протезирования МЗ СССР в Москве, где ей сделали протезы.

### Дальнейшая жизнь
После выписки из госпиталя продолжила службу телеграфисткой в 19-м учебном танковом полку (Нижний Тагил), продолжая тренироваться в ходьбе на протезах. В 1948 году демобилизована.
Жила в Свердловске, работала на фабрике «Уралобувь» контролёром ОТК. Вышла замуж за Кузьму Яковлевича Фирсова, с которым познакомилась в госпитале, тоже инвалид войны. В семье у них родилось двое сыновей.
В 1960-х годах по советам врачей из-за астмы была вынуждена поменять климат, и семья переехала в город Хмельницкий Хмельницкой области Украинской ССР, где её муж работал на заводе трансформаторных подстанций. С декабря 1976 года жили в городе Бровары Киевской области Украинской ССР. Воспитывала детей и внуков, вела работу по патриотическому воспитанию молодёжи, выезжала с делегациями за рубеж.
Мария Ивановна Лагунова умерла 26 декабря 1995 года в городе Бровары Броварского горсовета (укр. Броварська міська рада) Киевской области Украины, ныне город — административный центр Броварской городской общины и Броварского района той же области.

## Награды и звания
- Орден Отечественной войны I степени, 6 апреля 1985 года[7]
- Орден Красной Звезды, 27 сентября 1943 года[8]
- медали, в том числе:
  - Медаль «За отвагу»[1]
  - Медаль «В ознаменование 100-летия со дня рождения Владимира Ильича Ленина», 1970 год[9]
- Почётный гражданин городов Катайск (Курганская область, Россия), Бровары (Украина) и Грюневальд (Германия)[6][1].
- Почётный гражданин города Бровары.

## Память
Её именем названы улицы в городе Бровары и селе Княжичи Броварского района Киевской области Украины, а также на родине Марии Ивановны — в городе Катайске Курганской области.
- Мемориальная доска в городе Бровары установлена на доме, где она жила с декабря 1976 года по декабрь 1995 года, ул. Владимира Великого, 4 — 50°30′29″ с. ш. 30°49′44″ в. д.HGЯO
- Мемориальная доска в городе Бровары установлена на одном из домов по улице, названной в её честь, ул. М. Лагуновой (укр. Вулиця Марії Лагунової), 4 — городская детская библиотека — 50°30′52″ с. ш. 30°47′25″ в. д.HGЯO
- Мемориальная доска в городе Нижний Тагил установлена в мае 2010 года на фасаде детского досугового центра «Мир» в преддверии Дня Победы[6][10], ул. Аганичева, 26 — 57°54′54″ с. ш. 59°56′34″ в. д.HGЯO
- Мемориальная доска в городе Катайске установлена 6 мая 2013 года на одном из домов по улице, названной в её честь (ул. М. Лагуновой, 38)[11] — 56°17′28″ с. ш. 62°34′17″ в. д.HGЯO
- Мемориальная доска в селе Княжичи установлена на одном из домов по улице, названной в её честь

В 2015 году в эфир вышел документальный сериал «Прекрасный полК». Третья серия «Маша» посвящена подвигу и жизни Марии Лагуновой.
В музейно-мемориальном комплексе «История танка Т-34» часть экспозиции «Женщины и танки» посвящена М. И. Лагуновой.

## Семья
Отец Лагунов Иван Фёдорович. В семье было пятеро детей. Мать умерла когда Марии было 4 года; отец женился второй раз. Старший брат Николай — с первых дней войны на фронте, 168-я стрелковая дивизия, погиб в бою 28 декабря 1942 года, Ленинградская область.
Муж — Кузьма Яковлевич Фирсов, с которым познакомилась в госпитале, инвалид войны. Когда будущий муж сделал ей предложение в госпитале, она рассмеялась и заплакала: «Что же мы будем делать? Нам обоим нянька нужна». На что он ответил: «А мы с тобой, Маша, две очень тяжелые судьбы соединим в одну трудную. И сделаем её счастливой». В семье у них родилось двое сыновей: Николай (род. 1949) и Василий (род. 1953). Оба сына названы в честь погибших на фронте братьев Марии Ивановны и Кузьмы Яковлевича. Также есть внуки, проживают в селе Княжичи Броварского района Киевской области Украины.

## Оценки и мнения
После более чем 20-летнего перерыва М. В. Лагунова снова повела танк, когда в составе делегации от полка она находилась в Германии и один зарубежный журналист усомнился, что «фрау» могла быть механиком-водителем танка. Тогда Лагунова села на водительское место танка и, изо всех сил упираясь в педаль фрикциона обоими протезами, повела танк. «Браво, фрау Мересьев!» — закричал сомневавшийся журналист.